# Augusto Lamenha Lins
Augusto Lamenha Lins (Portugal — ?) foi um advogado e político luso-brasileiro.
Foi deputado à Assembleia Legislativa Provincial de  Santa Catarina na 11ª legislatura (1856 — 1857).